# Соломонові Острови на літніх Олімпійських іграх 2000
Соломонові Острови брали участь в Літніх Олімпійських іграх 2000 року в Сіднеї (Австралія) в п'ятий раз за свою історію, але не завоювали жодної медалі. Збірну країни представляли один чоловік і одна жінка, які брали участь у турнірі легкоатлетів.

## Легка атлетика
Спортсменів — 2
Чоловіки
| Спортсмен  | Вид                 | Забіг     | Забіг | Фінал      | Фінал      |
| Спортсмен  | Вид                 | Результат | Місце | Результат  | Місце      |
| ---------- | ------------------- | --------- | ----- | ---------- | ---------- |
| Прімо Хіга | 3000м з перешкодами | 9.44,12   | 13    | Не пройшов | Не пройшов |

Жінки
| Спортсмен   | Вид  | Забіг     | Забіг | Чвертьфінал | Чвертьфінал | Півфінал   | Півфінал   | Фінал      | Фінал      |
| Спортсмен   | Вид  | Результат | Місце | Результат   | Місце       | Результат  | Місце      | Результат  | Місце      |
| ----------- | ---- | --------- | ----- | ----------- | ----------- | ---------- | ---------- | ---------- | ---------- |
| Дженні Кені | 100м | 13,01     | 8     | Не пройшла  | Не пройшла  | Не пройшла | Не пройшла | Не пройшла | Не пройшла |